# Glycymeris longior
Glycymeris longior es una especie de almeja marina viviente, que fue común en el Cuaternario en la costa atlántica de Sudamérica, y cuya conchilla se halla frecuentemente en las playas desde la Patagonia hasta Brasil.

## Descripción
Se trata de una especie de almeja dioica y longeva (hay registros de individuos que han alcanzado los 69 años). Presenta valvas porcelanadas, subcirculares (equivalvas y equilaterales) de coloración amarronada con anillos anuales. El alto máximo de las valvas es de 50 mm. En la charnela (estructura de encastre), las valvas se articulan mediante una serie de fosetas (cavidades) y dientes triangulares (nueve a cada lado). Los bordes internos de las valvas son crenulados (en forma de festón o de onda) y, junto con el sistema de dientes y fosetas, mantienen las valvas alineada. El ligamento presenta surcos estriados. En el interior de las valvas se observan las improntas de los músculos aductores, que son semiovales y desiguales. Presenta palpos cortos, grandes filibranquias, márgenes del manto no fusionados y un pie grande, con el que se entierra lentamente. Carece de sifones.
Las especies de este género son empleadas en estudios esclerocronológicos (estudio de los anillos de crecimiento de las valvas) para reconstrucciones ambientales, dado que reúnen características como gran longevidad, amplia distribución geográfica, registran las variaciones ambientales en sus valvas y presentan un registro fósil extenso, entre otras.

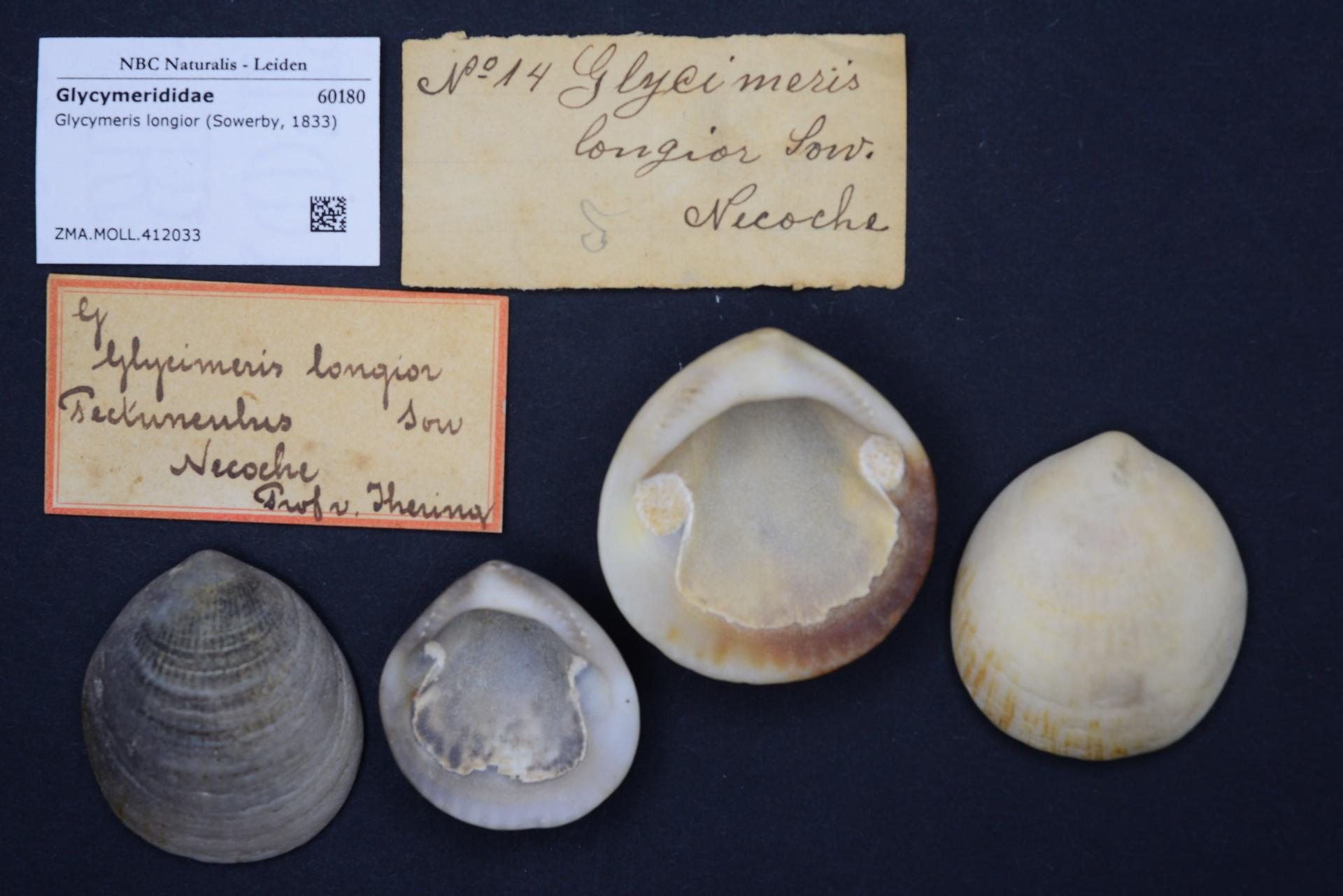
Especímenes de Glycymeris longior depositados en la colección del Museo de Zoología de Ámsterdam (Zoölogisch Museum Amsterdam).

## Distribución geográfica
Presente en el Océano Atlántico Sur. Históricamente, esta almeja fue citada desde los 20° S en Río de Janeiro (Brasil), hasta los 41°S en el Golfo San Matías, Argentina. Estudios actuales la reportan en el norte de Brasil (Estado de Pará).

## Hábitat y ecología
Especie bentónica, que habita en sustratos de tipo arenoso, formando bancos. En el Golfo San Matías (Argentina), habita en fondos de arena, conchilla y grava, donde permanece semienterrada, entre 6 y 14 m de profundidad. En el norte de Brasil se la ha encontrado hasta a 160 m de profundidad.

## Distribución estratigráfica
Existe registro fósil de la especie en el Cuaternario, tanto en el Pleistoceno (Belgranense) como en el Holoceno (Querandinense) en Puerto Belgrano. También en San Antonio Oeste y en Puerto Lobos.

## Uso por las poblaciones del pasado
Las conchas de Glycymeris longior han sido utilizadas por las poblaciones originarias sudamericanas como artefacto de adorno, en general, conformando cuentas de collar. En general se emplearon conchas enteras perforadas, sin otras modificaciones. Se han recuperado restos de collares con este tipo de cuentas en diversos sitios arqueológicos del extremo sur, la costa sudeste y el delta de la provincia de Buenos Aires (Argentina), en la costa Atlántica de Uruguay y en el sur de Brasil.